# On est tous un jour de l'air
Albums de Julie Bonnie
Marie-Plane
(2001)
On est tous un jour de l'air est le second album solo de Julie Bonnie sorti en mai 2011 en indépendance. Tous les morceaux sont écrits et composés par Julie Bonnie, sauf Famous blue raincoat, écrit et composé par Leonard_Cohen. Cet album a été enregistré, arrangé, réalisé et mixé par Kid Loco.

## Pistes
| 1.          | Reste avec moi                          | 2 min 38 s |
| 2.          | Abandonnée au soleil                    | 3 min 21 s |
| 3.          | À chaque fois                           | 3 min 01 s |
| 4.          | C'est mon corps                         | 5 min 18 s |
| 5.          | La Californie (Imagine)                 | 3 min 39 s |
| 6.          | Ton silence                             | 4 min 08 s |
| 7.          | Famous blue raincoat (De Léonard Cohen) | 4 min 21 s |
| 8.          | Des confettis                           | 2 min 51 s |
| 9.          | Bonjour monsieur                        | 2 min 41 s |
| 10.         | Alcohol, drugs and selfishness          | 3 min 18 s |
| 11.         | Les nostalgiques                        | 5 min 10 s |
| 41 min 00 s |                                         |            |